# Friedhof Nordheim

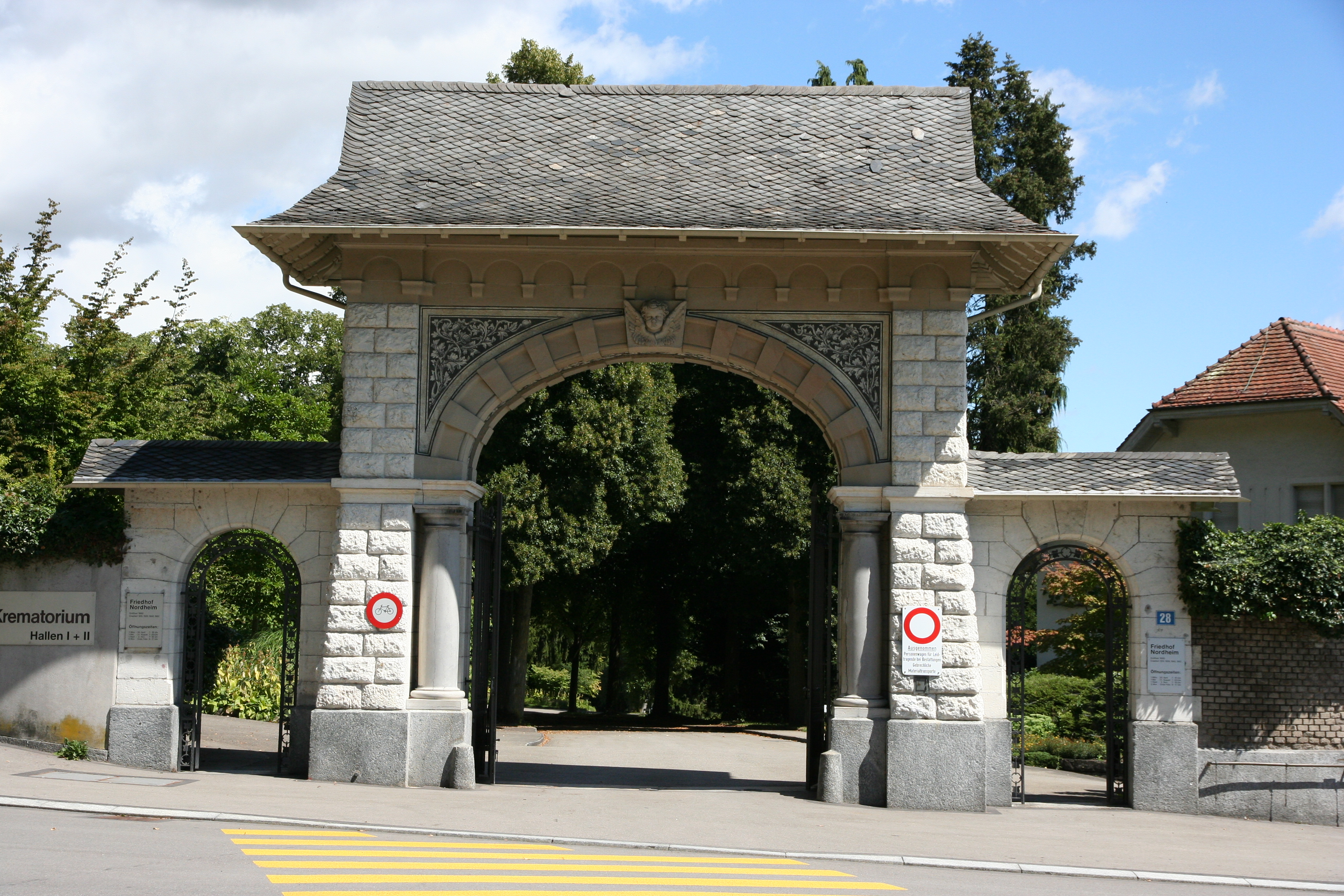
Portal zum Friedhof Nordheim

Der Friedhof Nordheim ist der drittgrösste Friedhof der Stadt Zürich und befindet sich an der Grenze zwischen Affoltern und Unterstrass. Auf seinem Gebiet befindet sich seit 1967 das Krematorium Nordheim, welches das grösste Krematorium der Schweiz ist.

## Geschichte
Im Jahr 1895 wurde der Friedhof Nordheim geplant, um für die Gebiete Wipkingen, Ober- und Unterstrass genug Bestattungsmöglichkeiten zu bieten.
1899 wurde der Friedhof eingeweiht und besass zunächst eine Fläche von 21 075 m². 1912 wurde der Friedhof ein erstes Mal erweitert sowie eine Aufbahrungshalle mit Büro- und Werkgebäuden hinzugebaut. 1922 wurde der Friedhof in einer dritten Etappe auf 20435 m² vergrössert. 1940 wurde die bestehende Unterstandshalle in eine Friedhofskapelle umgebaut, 1941 erfolgte eine erneute Erweiterung des Friedhofs, wobei der neue Eingang an der Wehntalerstrasse errichtet wurde. 1962 erfolgte schliesslich die jüngste Erweiterung des Friedhofs, sodass er heute 123992 m² umfasst. 1967 erfolgte der Bau des Krematoriums auf der Westseite der Käferbergstrasse am Waldrand. Dieses Krematorium ist das einzige in der Stadt Zürich, das noch in Betrieb ist.

## Areal und Bauten
Das historische Hauptportal befindet sich an der Ecke Nord- und Käferholzstrasse. Der Hauptweg zieht sich von dort als Diagonale zum rechtwinkligen Raster des ursprünglichen Friedhofteils und endet bei der Friedhofskapelle. Das zweite markante Hauptportal befindet sich an der Wehntalerstrasse und erschliesst das nordwestliche Drittel des Areals. Nach einer Kurve um den Weiher teilen sich die Wege, wobei der eine dem Bachverlauf den Hang zum Krematorium Nordheim ansteigt, der andere dagegen in weitem Bogen durch den nördlichen Teil des Friedhofs führt.

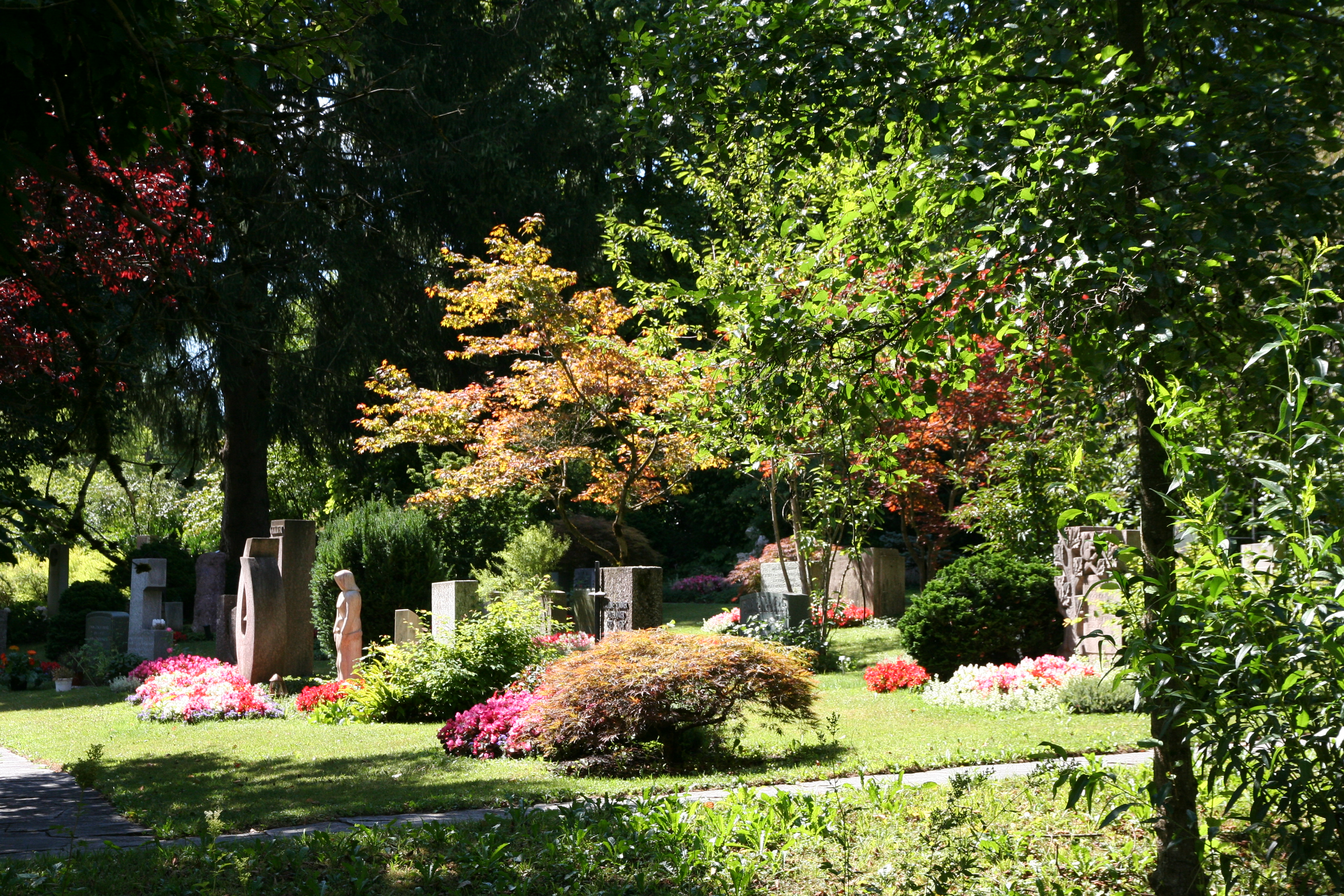
Familiengräber
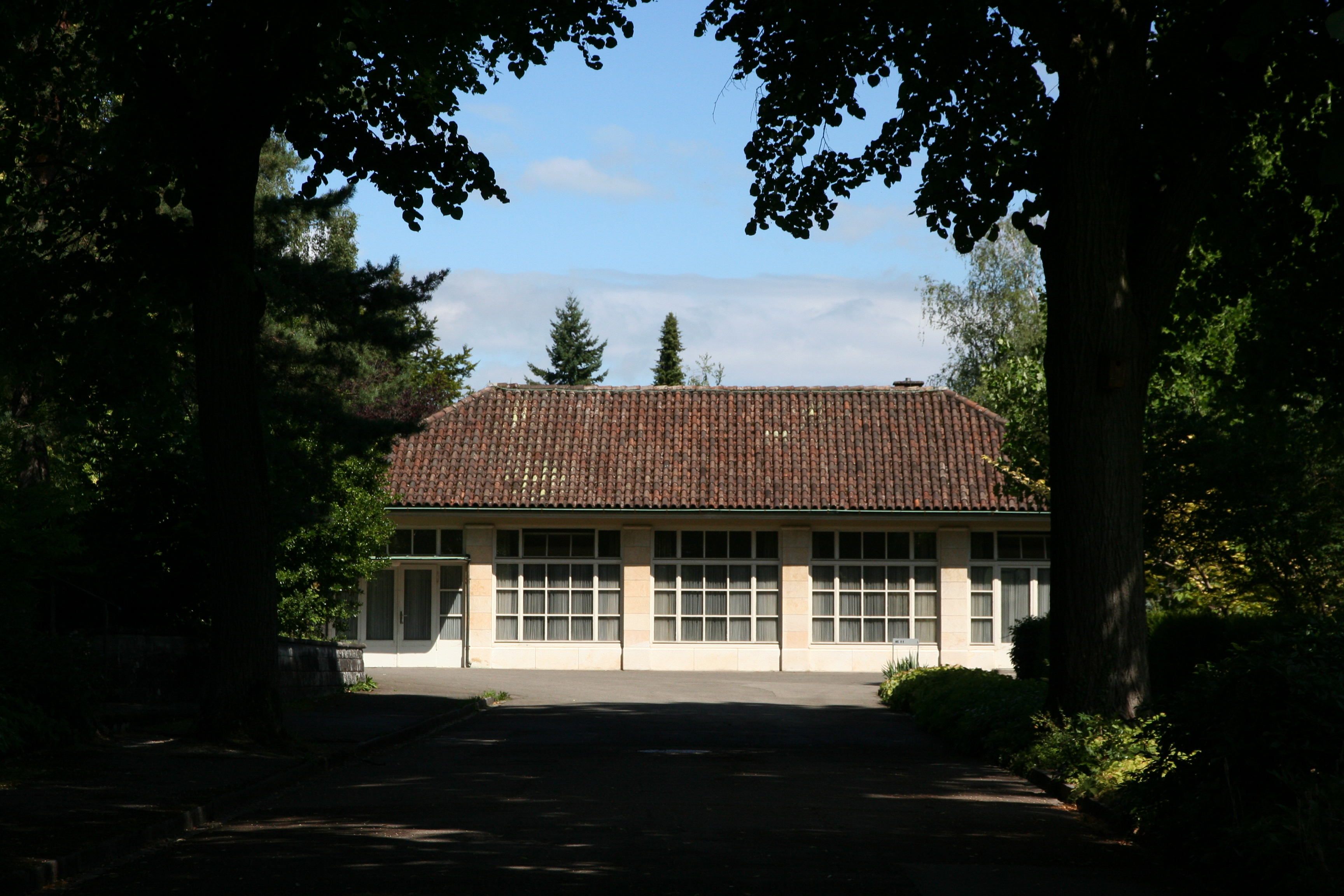
Friedhofskapelle von 1940
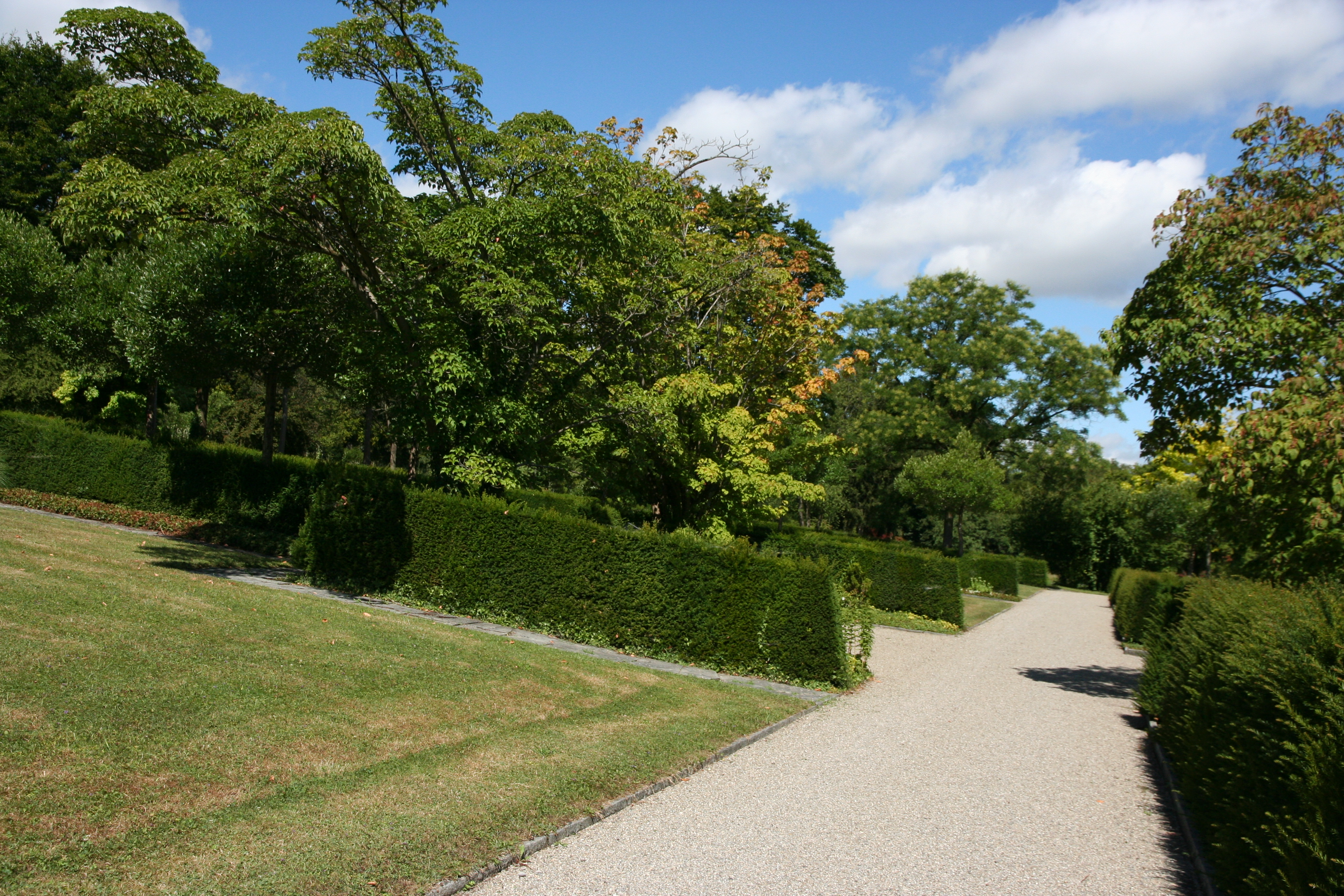
Erweiterung von 1912

Die unterschiedlichen Ausbauetappen bewirken, dass der Friedhof Nordheim je nach Gebiet einen anderen Charakter besitzt. Der älteste, südliche Teil des Friedhofs lässt heute noch seine grosszügige Konzeptionierung erahnen. Nach ihrer Umgestaltung von 1952 sind von der ursprünglichen Gestaltung der beiden ersten Etappen nur noch einzelne Wegeabschnitte und Baumgruppen erkennbar. Im Gegensatz dazu sind aus der 3. Etappe (Realisierung 1929) mit ihren streng geometrischen Formen heute noch wesentliche strukturelle und wertvolle Merkmale vorhanden. Sie wurde Anfang der neunziger Jahre schliesslich nach Originalplänen wieder hergerichtet. Je weiter der Besucher stadtauswärts gelangt, desto mehr tritt die traditionelle Friedhofsbepflanzung zurück. Die 4. Etappe (Realisierung 1941), geplant von Konrad Hippenmeier und den Gebrüdern Mertens, entnimmt ihre Motive weniger dem gepflegten Garten als dem Natur belassenen Waldrand. Sie ist geprägt von landschaftlichen Elementen wie Bachlauf und Weiher, die heute noch ablesbar sind. In der letzten Erweiterung, realisiert 1959–1960 unter P. Zbinden, wird die Formensprache, Wegeführung und Feldanordnung weitergeführt. Sie wurde seitdem kaum verändert.

### Friedhofskapelle

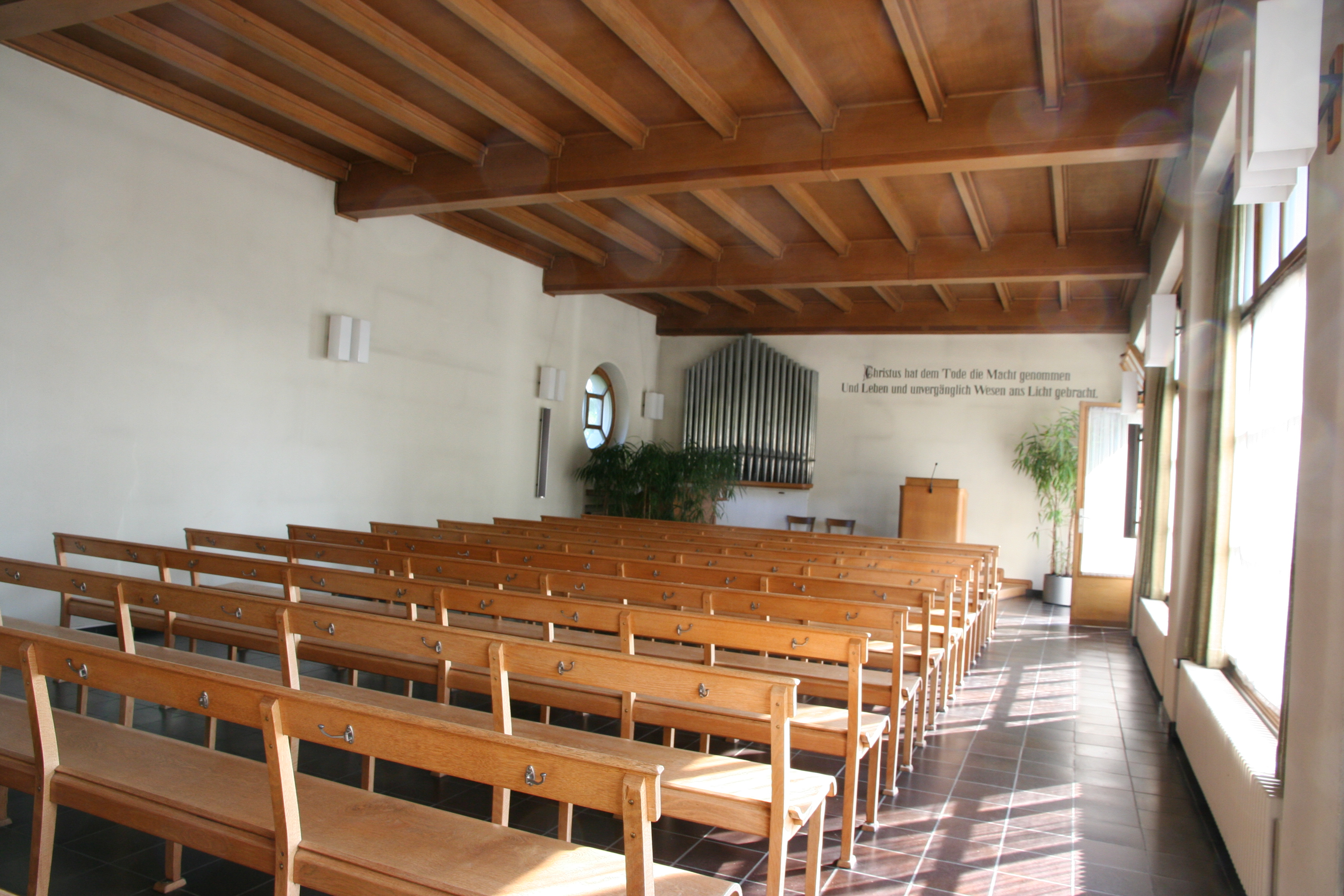
Friedhofskapelle

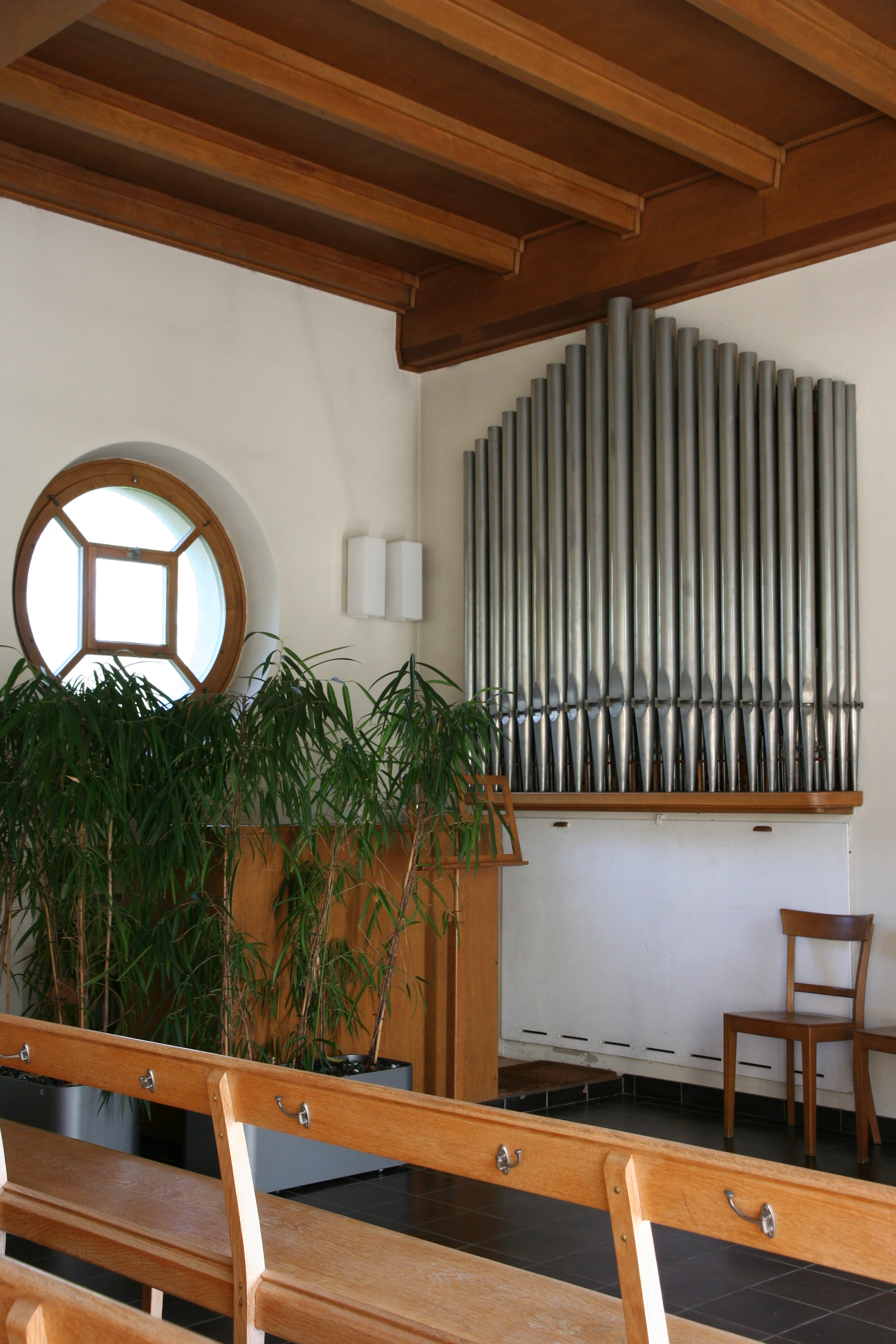
Kuhn-Orgel von 1941

Im Jahr 1940 wurde ein bereits bestehender Unterstand in die Friedhofskapelle umgebaut. Es handelt sich um einen schlichten, längsrechteckigen Bau, der auf der südlichen Längsseite betreten wird. Die Holzbänke sind auf das Rednerpult ausgerichtet, hinter dem an der Wand der Bibelspruch angebracht ist: "Christus hat dem Tode die Macht genommen und Leben und unvergänglich Wesen aus Licht gebracht." Auf der linken Seite der Frontwand befindet sich die Orgel, die von der Firma Orgelbau Kuhn im Jahr 1941 erstellt wurde. Das pneumatische Instrument besitzt 7 Register auf zwei Manualen samt Pedal.
| I Hauptwerk C–g3 |    |
| Rohrflöte        | 8′ |
| Prinzipal        | 4′ |

| II Schwellwerk C–g3 |      |
| Gedeckt             | 8′   |
| Blockflöte          | 4′   |
| Nasat               | 2/3′ |
| Prinzipal           | 2′   |

| Pedal C–f1 |     |
| Subbass    | 16′ |

- Normalkoppeln: II/I, I/P, II/P
- Spielhilfe: eine feste Kombination (Tutti)

## Besonderheiten
- Zum Friedhof Nordheim gehört das einzige Krematorium Zürichs, das noch in Betrieb ist.[5]
- Eine Besonderheit stellt das Anatomiegrab dar. Hier wird die Asche jener beigesetzt, die ihren Leichnam zuvor der Wissenschaft zur Verfügung gestellt haben.
- Einzigartig auf Zürichs Friedhöfen ist die Grabstelle für die ganz Kleinen. Hier finden Totgeburten oder gleich nach der Geburt verstorbene Kinder ihre letzte Ruhe.[3]
- Historisch bedingt sind auf dem Platz Zürich Soldatengräber eine Rarität. Auf dem Friedhof Nordheim befindet sich auf der Höhe des Krematoriums hinter dem mittleren Zugang des Friedhofs von der Käferholzstrasse das Jugoslawengrab. Es erinnert an die Jugoslawen, die in der Schweizer Internierung verstorben sind.[6]
- Die 1964 von Anton Higi und Karl Higi erbaute Kirche Allerheiligen trägt ihren Namen wegen ihrer unmittelbaren Nachbarschaft zum Friedhof Nordheim. Allerheiligen verweist auf die Ehrung der Verstorbenen am 1. November in der katholischen Kirche.

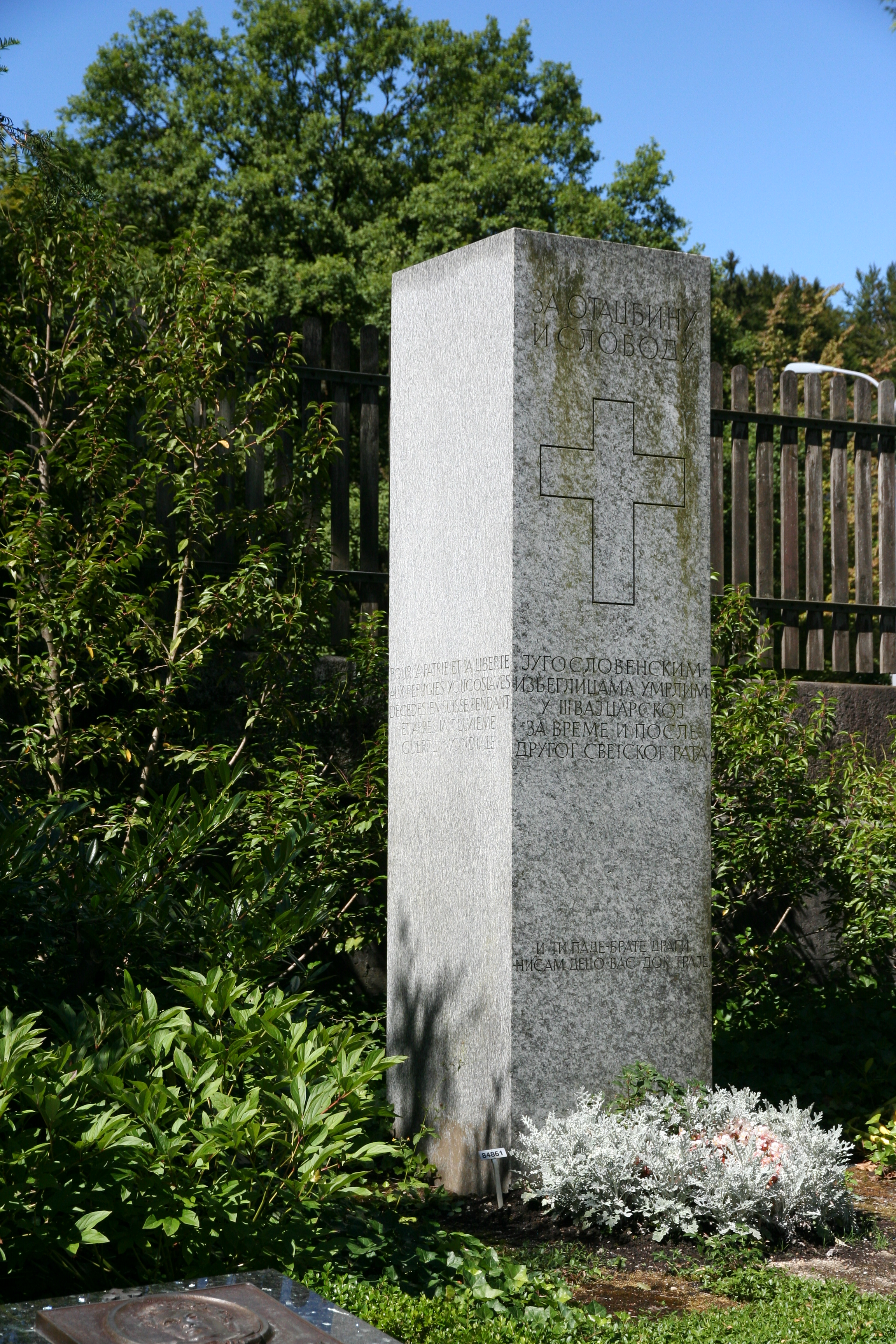
Jugoslawengrab
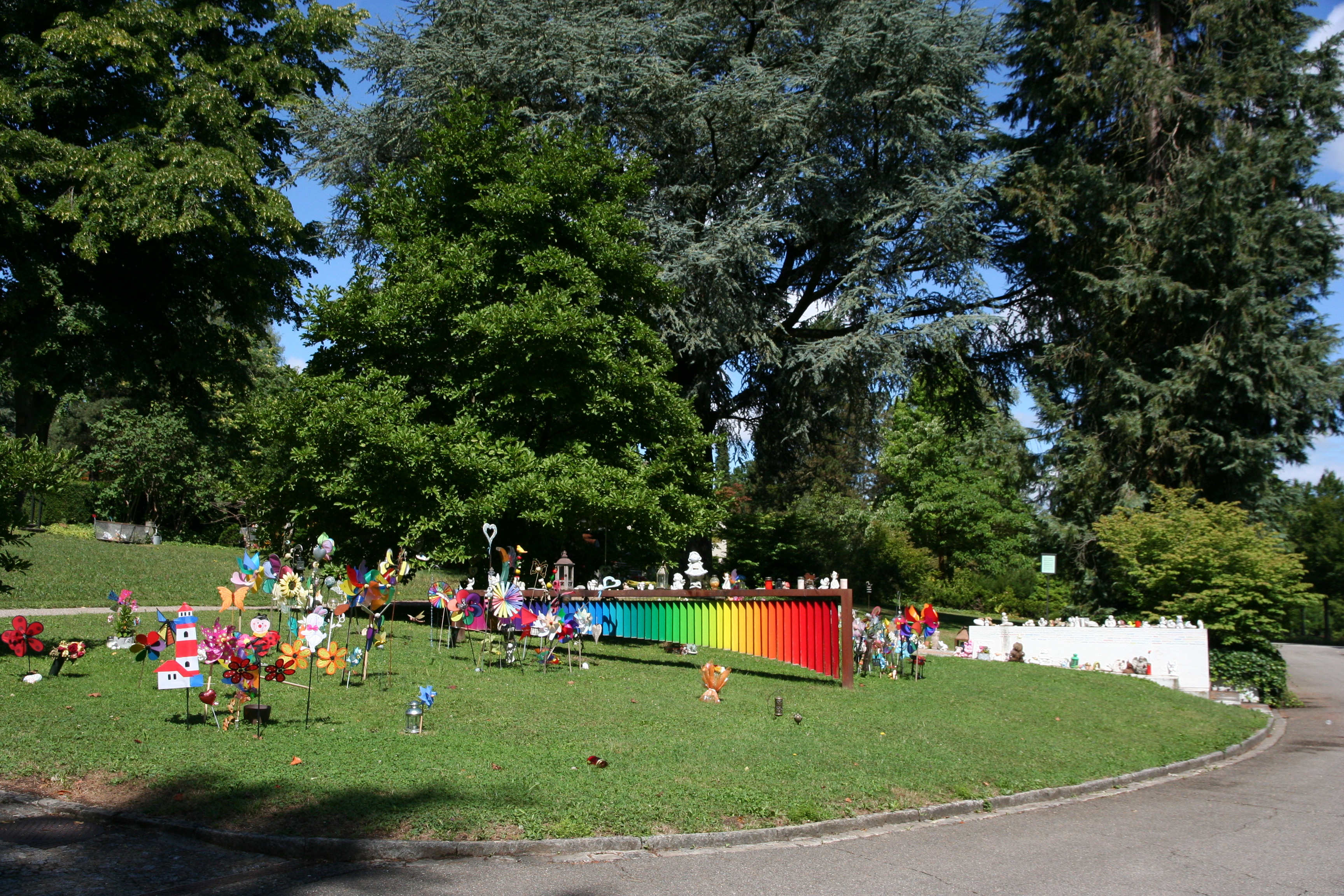
Grab für die ganz Kleinen
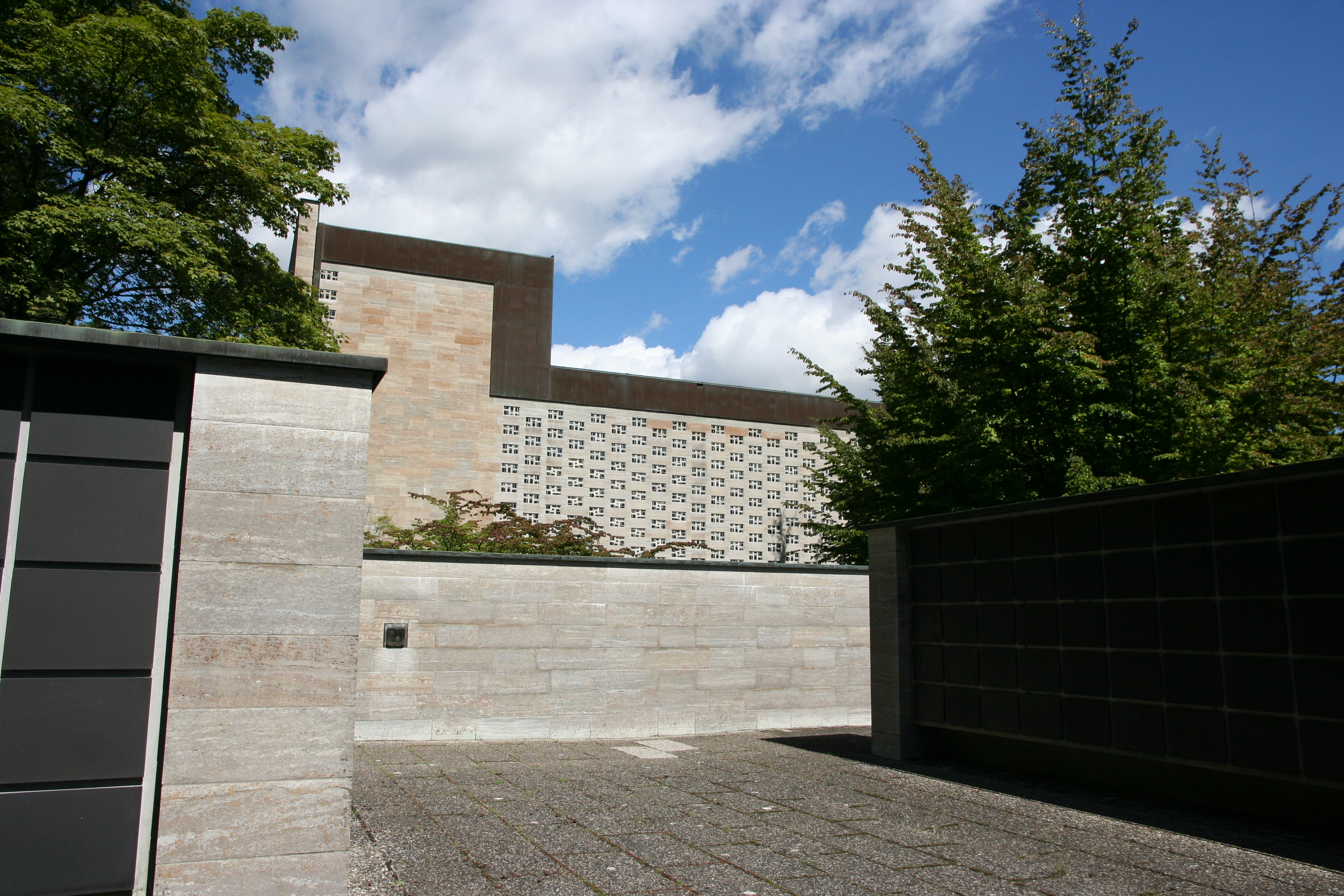
Krematorium
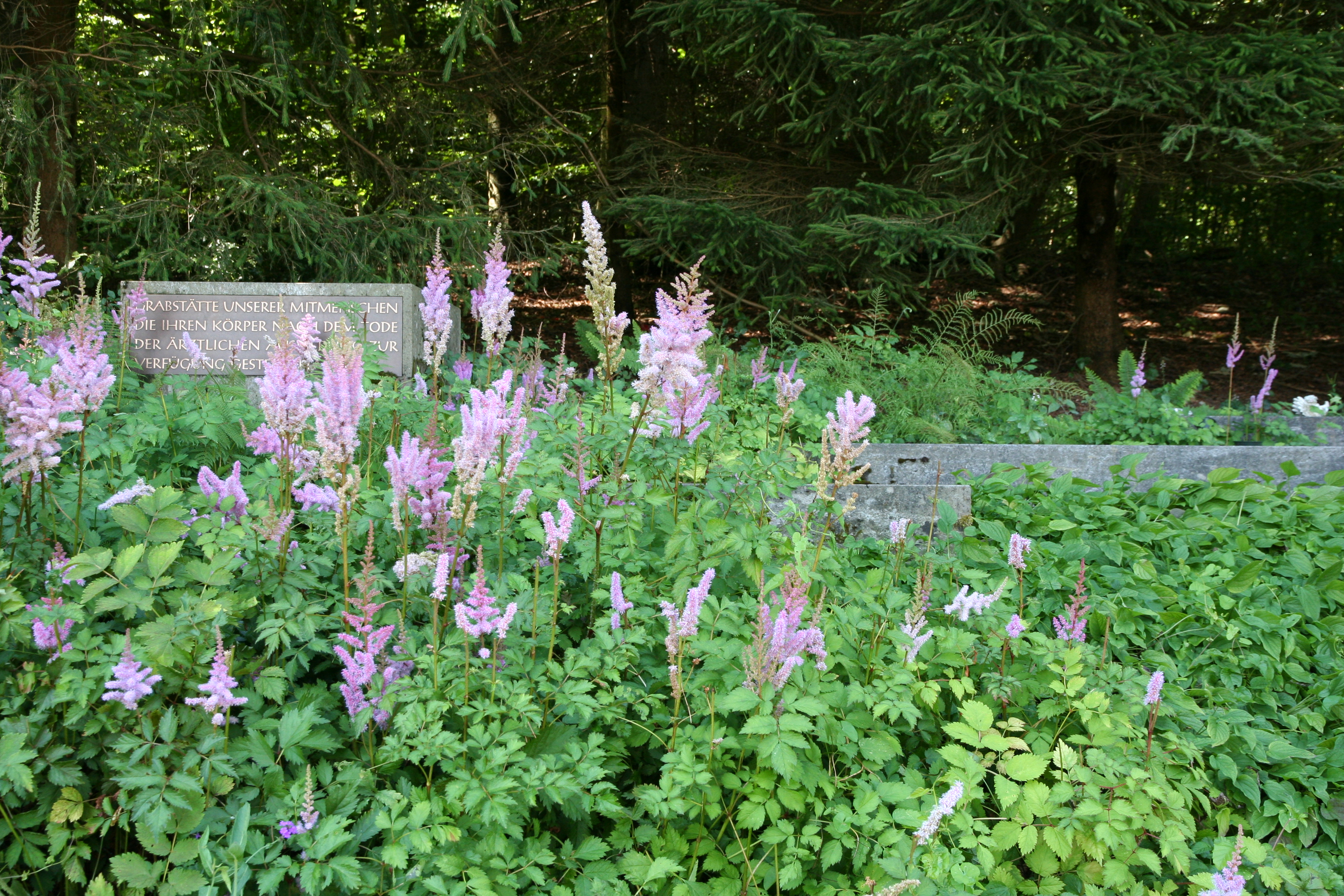
Anatomiegrab
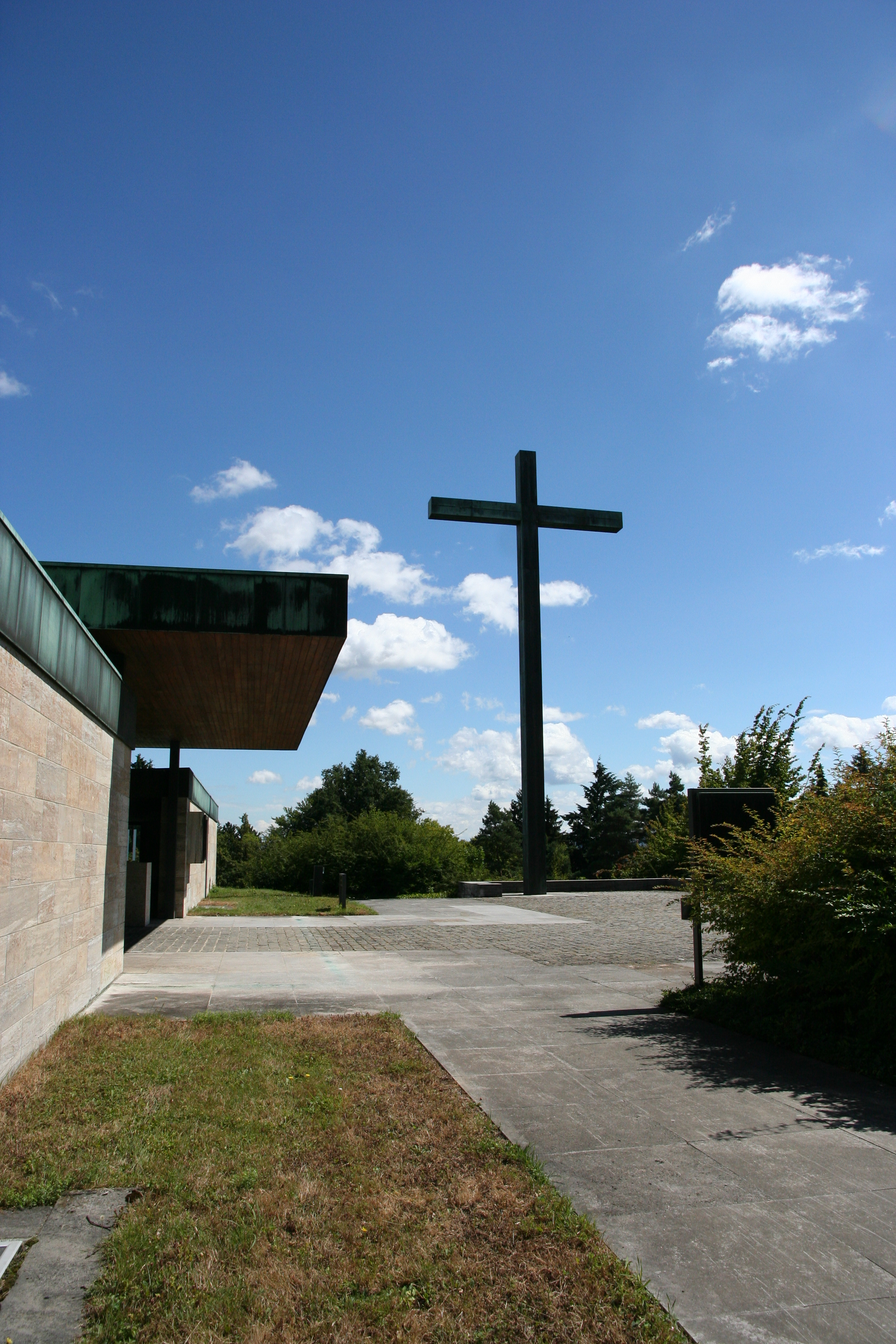
Zugang zum Krematorium

## Würdigung
Der Friedhof Nordheim besitzt kulturhistorischen Wert und gehört mit seinen 125992 m² zu den Grossanlagen der Stadt Zürich. Er besitzt zudem einen grossen Baumbestand von alten einheimischen Arten, die z. T. älter sind als der Friedhof selber, sowie fremde Ziergehölze. 1996 startete der Friedhof Nordheim mit einem Pilotprojekt zum naturnahen Unterhalt und gilt diesbezüglich beispielhaft. Seit 2004 steht der Friedhof Nordheim als gesamte Anlage einschliesslich Mauern, Einfriedungen und Toren und 40 besonderen Gräbern unter dem Schutz der Gartendenkmalpflege der Stadt Zürich.

## Grabstätten bedeutender Persönlichkeiten
Der Friedhof Nordheim ist die letzte Ruhestätte von:
- Georg Baumberger, 1855–1931, Journalist, Schriftsteller, Politiker
- Albert Benz, 1914–1999, Stadtrat
- Willy Burkhard, 1900–1955, Komponist
- Gilberte de Courgenay, 1896–1957, Kellnerin, patriotische Kultfigur
- Urs Eggenschwyler, 1849–1923, Bildhauer
- Hans Falk, 1918–2002, Bildhauer
- Charlotte Germann-Jahn, 1921–1988, Bildhauerin
- Valentin Gitermann, 1900–1965, Historiker, SP Politiker
- Camille Graeser, 1892–1980, Maler, Innenarchitekt, Designer
- Richard Gutzwiller, 1896–1958, katholischer Theologe und Autor
- Anton Higi, 1885–1951, Architekt, Stadtrat von Zürich
- Karl Higi, 1920–2008, Architekt
- Ruth Handschin, 1949–2020, Künstlerin
- Rudolf Jakob Humm, 1895–1977, Schriftsteller
- André Kaminski, 1923–1991, Schriftsteller
- Arnold Lang, 1855–1914, Zoologe
- Fritz Lendenmann, 1949–2000, Stadtarchivar
- Mileva Marić, 1875–1948, Mathematikerin, erste Ehefrau von Albert Einstein
- Martheli Mumenthaler, 1916–1987, Schlagersängerin
- Vrenely Pfyl, 1915–1977, Schlagersängerin
- Emil Reich, 1900–1959, Regierungsrat
- Felix Rellstab, 1924–1999, Theaterleiter
- Walter Ritz, 1878–1909, theoretischer Physiker
- Walter Roshardt, 1897–1966, Kunstmaler und Grafiker
- Karl Schmid, 1914–1998, Maler, Grafiker und Bildhauer
- Ernst Schmidhauser, 1897–1979, Schauspieler
- Ellen Schwanneke, 1906–1972, Schauspielerin
- Hans Traber, 1921–1986, Biologe
- Daniel Vischer, 1950–2017, Politiker
- Albin Zollinger, 1895–1941, Schriftsteller